# Bergen Street (linea IND Culver)
Bergen Street è una stazione della metropolitana di New York situata sulla linea IND Culver. Nel 2019 è stata utilizzata da 3 577 496 passeggeri. È servita dalle linee F e G, attive 24 ore su 24.

## Storia
La stazione fu aperta il 20 marzo 1933. Venne ristrutturata negli anni 1990.

## Strutture e impianti
La stazione è sotterranea e si sviluppa su due livelli: quello superiore è dotato di due banchine laterali e due binari ed è usato dai treni locali che fermano nella stazione, quello inferiore ha due binari e due banchine laterali non in uso, in quanto impiegato solo dai treni espressi che saltano la stazione. Essendo priva di mezzanino, gli ingressi della stazione portano direttamente alle banchine; quattro ingressi sono localizzati all'incrocio tra Bergen Street e Smith Street, due sul lato nord dell'incrocio tra Smith Street e Warren Street.

## Interscambi
La stazione è servita da alcune autolinee gestite da NYCT Bus.
- Fermata autobus